# IEM Katowice Major 2019
O Intel Extreme Masters Season XIII - Katowice Major 2019, também conhecido como IEM Katowice Major 2019 ou Katowice 2019, foi o décimo quarto Campeonato Major de Counter-Strike: Global Offensive  e o campeonato mundial da décima terceira temporada do Intel Extreme Masters. Ele foi realizado em Katowice, Voivodia da Silésia, Polônia, de 13 de fevereiro a 3 de março de 2019. Quatorze equipes se classificariam para o IEM Katowice Major 2019 com base em suas 14 melhores colocações no último Major, o FACEIT Major: London 2018, enquanto outras dez equipes se classificariam a partir de suas respectivas eliminatórias regionais. As oito melhores equipes do Major de Londres (“Lendas”) receberam um convite direto para a Fase das Lendas, enquanto as outras dezesseis equipes (“Desafiadores”) tiveram que passar pela Fase dos Desafiadores e pela Fase das Lendas para chegar aos playoffs. A premiação total foi de US$ 1.000.000, o sétimo Major consecutivo com essa premiação. O evento foi organizado pela ESL, seu primeiro Major desde 2016. Esse evento foi o início da segunda temporada do Intel Grand Slam.
Astralis, Team Liquid, MIBR, Natus Vincere e FaZe Clan foram as Lendas que mantiveram seus status, enquanto BIG, HellRaisers e compLexity Gaming foram eliminadas na fase das Lendas, perdendo assim o status de Lendas. Renegades, Ninjas in Pyjamas e ENCE avançaram para os playoffs e se tornaram Lendas para o próximo Major. 
A grande final contou com a equipe número um do ranking mundial, a Astralis, que derrotou a Ninjas in Pyjamas e o MIBR nos playoffs, e a ENCE um azarão que havia derrotado a Team Liquid, segunda colocada do ranking mundial, e a Natus Vincere, terceira colocada. A Astralis venceu a ENCE por dois mapas a zero para conquistar seu terceiro título de Major e empatar com a Fnatic como equipes com mais títulos de Majors. Além disso, a Astralis se tornou apenas a terceira equipe, depois da Fnatic e do núcleo brasileiro da  Luminosity Gaming e SK Gaming, a vencer Majors consecutivos.

## Informações
Counter-Strike: Global Offensive (CS:GO) é um jogo online desenvolvido pela Valve e pela Hidden Path Entertainment. É o quarto jogo da série Counter-Strike. No cenário profissional de CS:GO, os Majors patrocinados pela Valve são os torneios de maior prestígio.
Os atuais campeões eram a Astralis, depois de ganhar seu segundo campeonato no FACEIT Major: London 2018. Na época, a Fnatic tinha o maior número de títulos de Major, com três conquistas.

## Formato
O ciclo do Major começou com quatro Minors, ou classificatórias regionais: Américas, Ásia, CIS e Europa. Duas equipes de cada qualificatória passaram para o Major. Além disso, como a Valve reduziu o número de convites diretos para o Major de dezesseis para quatorze, as equipes que ficaram em terceiro lugar em cada Minor avançaram para uma classificatória entre si para enviar mais duas equipes para o Major.
O Major contou com vinte e quatro equipes. As oito melhores equipes do FACEIT Major: London 2018 possuíam o status de Lenda, e as dezesseis equipes restantes — aquelas que ficaram entre o nono e o décimo quarto lugar no FACEIT Major e as dez que avançaram dos Minors — têm o status de Desafiadores.
O Major foi dividido em três etapas. A primeira fase foi a Fase dos Desafiadores, com todos os Desafiadores em um torneio de sistema suíço: as oito melhores equipes avançaram para a próxima fase, enquanto as oito últimas foram eliminadas. A segunda fase foi a Fase das Lendas, uma nova fase de grupos no sistema suíço. Essa fase contou com as oito lendas do London Major e as oito equipes que avançaram da Fase dos Desafiadores. Assim como na Fase dos Desafiadores, a Fase das Lendas também classificou as oito melhores equipes e eliminou as oito últimas. Todas as equipes dessa fase, exceto as duas últimas, receberam convites automáticos para o próximo Major. A fase final foi a Fase dos Campeões, e as equipes que avançaram para essa fase receberam o status de Lendas no Major seguinte. Essa etapa contou com uma chave de eliminação única, onde se enfrentavam oito equipes em melhor de três.
Após essas classificações, a ESL anunciou mudanças para este Major nas fases dos desafiantes e de lendas. Em vez de apresentar apenas a melhor de três na quinta rodada da fase de grupos, a ESL anunciou que todas as partidas de progressão ou eliminação teriam séries de melhor de três. Portanto, as partidas de classificação e eliminação da terceira rodada, assim como todas as partidas das rodadas quatro e cinco, foram disputadas em melhor de três. A ESL também fez alterações no protocolo de classificação. Em vez de determinar a classificação pela colocação no último Major e nos Minors, cada equipe participante foi encarregada de classificar todos os seus 15 possíveis adversários. Após isso, a organização do torneio fez uma lista geral que agrupava as opiniões de todas as equipes participantes. O primeiro enfrentava o último, o segundo jogava contra o 15º, e assim sucessivamente. A ESL também abandonou o sistema Buchholz da FACEIT e passou a usar um sistema de classificação Elo. As equipes recebiam classificações Elo que correspondiam à sua colocação, e os pontos mudavam com cada vitória ou derrota, com o vencedor recebendo alguns dos pontos do perdedor. A classificação Elo de cada equipe foi usada para determinar todos os confrontos após a primeira rodada, em vez dos sorteios aleatórios dos Majors anteriores.

### Mapas
A rotação de mapas permaneceu o mesmo do Major anterior.
| - Cache - Dust II - Mirage - Inferno - Nuke - Train - Overpass |

## Equipes
Nomenclaturas dos "Seeds"
1. "Lendas" (1-8º colocados do Major anterior)
2. "Desafiantes Veteranos" (9-14º colocados do Major anterior)
3. "Desafiantes" (Equipes que se classificaram para o Major através das eliminatórias regionais "Minors" ou através da repescagem entre os 3º colocados de cada Minor)

| Região                                   | Acr                                | Método de Qualificação                       | Equipe                             | Seed                               |
| Qualificado para a Fase das Lendas       | Qualificado para a Fase das Lendas | Qualificado para a Fase das Lendas           | Qualificado para a Fase das Lendas | Qualificado para a Fase das Lendas |
| ---------------------------------------- | ---------------------------------- | -------------------------------------------- | ---------------------------------- | ---------------------------------- |
| Europa                                   | EU                                 | Campeão do FACEIT Major: London 2018         | Astralis                           | 1                                  |
| CEI                                      | CEI                                | Vice-campeão do FACEIT Major: London 2018    | Natus VIncere                      | 1                                  |
| Américas                                 | SA                                 | 3-4º colocado do FACEIT Major: London 2018   | MIBR                               | 1                                  |
| Américas                                 | NA                                 | 3-4º colocado do FACEIT Major: London 2018   | Team Liquid                        | 1                                  |
| Américas                                 | NA                                 | 5-8º colocado do FACEIT Major: London 2018   | compLexity Gaming                  | 1                                  |
| Europa                                   | EU                                 | 5-8º colocado do FACEIT Major: London 2018   | BIG                                | 1                                  |
| Europa                                   | EU                                 | 5-8º colocado do FACEIT Major: London 2018   | HellRaisers                        | 1                                  |
| Europa                                   | EU                                 | 5-8º colocado do FACEIT Major: London 2018   | FaZe Clan                          | 1                                  |
| Qualificado para a Fase dos Desafiadores |                                    |                                              |                                    |                                    |
| Europa                                   | EU                                 | 9-11º colocado do FACEIT Major: London 2018  | Ninjas in Pyjamas                  | 2                                  |
| Europa                                   | EU                                 | 9-11º colocado do FACEIT Major: London 2018  | Fnatic                             | 2                                  |
| Europa                                   | EU                                 | 9-11º colocado do FACEIT Major: London 2018  | G2 Esports                         | 2                                  |
| CEI                                      | CEI                                | 12-14º colocado do FACEIT Major: London 2018 | Vega Squadron                      | 2                                  |
| Américas                                 | NA                                 | 12-14º colocado do FACEIT Major: London 2018 | Cloud9                             | 2                                  |
| Ásia-Pacífico                            | APAC                               | 12-14º colocado do FACEIT Major: London 2018 | TYLOO                              | 2                                  |
| Europa                                   | EU                                 | 1º colocado das Eliminatórias Europeias      | ENCE                               | 3                                  |
| Europa                                   | EU                                 | 2º colocado das Eliminatórias Europeias      | Team Vitality                      | 3                                  |
| Américas                                 | NA                                 | 1º colocado das Eliminatórias Americanas     | NRG Esports                        | 3                                  |
| Américas                                 | SA                                 | 2º colocado das Eliminatórias Americanas     | FURIA Esports                      | 3                                  |
| CEI                                      | CEI                                | 1º colocado das Eliminatórias do CEI         | AVANGAR                            | 3                                  |
| CEI                                      | CEI                                | 2º colocado das Eliminatórias do CEI         | Team Spirit                        | 3                                  |
| Ásia-Pacífico                            | APAC                               | 1º colocado das Eliminatórias Asiáticas      | Renegades                          | 3                                  |
| Ásia-Pacífico                            | APAC                               | 2º colocado das Eliminatórias Asiáticas      | Grayhound Gaming                   | 3                                  |
| CEI                                      | CEI                                | Repescagem entre os 3º Colocados             | Winstrike Team                     | 3                                  |
| Ásia-Pacífico                            | APAC                               | Repescagem entre os 3º Colocados             | ViCi Gaming                        | 3                                  |

## Fase dos Desafiadores
A Fase dos Desafiadores ocorreu de 13 a 17 de fevereiro de 2019. A Fase dos Desafiadores, também conhecida como fase Preliminar e anteriormente conhecida como classificatória off-line, será um torneio suíço de dezesseis equipes.
| Pos. | Equipe            | V | D | RV  | RD  | DR  | Qualificação                       |
| ---- | ----------------- | - | - | --- | --- | --- | ---------------------------------- |
| 1    | NRG Esports       | 3 | 0 | 64  | 42  | +22 | Qualificado para a Fase das Lendas |
| 2    | Renegades         | 3 | 0 | 64  | 42  | +22 | Qualificado para a Fase das Lendas |
| 3    | ENCE              | 3 | 1 | 92  | 88  | +4  | Qualificado para a Fase das Lendas |
| 4    | Team Vitality     | 3 | 1 | 84  | 68  | +16 | Qualificado para a Fase das Lendas |
| 5    | AVANGAR           | 3 | 1 | 72  | 66  | +6  | Qualificado para a Fase das Lendas |
| 6    | Ninjas in Pyjamas | 3 | 2 | 129 | 109 | +20 | Qualificado para a Fase das Lendas |
| 7    | Cloud9            | 3 | 2 | 93  | 93  | 0   | Qualificado para a Fase das Lendas |
| 8    | G2 Esports        | 3 | 2 | 116 | 100 | +10 | Qualificado para a Fase das Lendas |
| 9    | TyLoo             | 2 | 3 | 110 | 119 | -9  | Eliminado                          |
| 10   | ViCi Gaming       | 2 | 3 | 105 | 117 | -12 | Eliminado                          |
| 11   | Winstrike Team    | 2 | 3 | 104 | 117 | -3  | Eliminado                          |
| 12   | Fnatic            | 1 | 3 | 81  | 91  | -11 | Eliminado                          |
| 13   | Vega Squadron     | 1 | 3 | 69  | 95  | -26 | Eliminado                          |
| 14   | FURIA Esports     | 1 | 3 | 52  | 55  | -3  | Eliminado                          |
| 15   | Team Spirit       | 0 | 3 | 47  | 64  | -17 | Eliminado                          |
| 16   | Grayhound Gaming  | 0 | 3 | 48  | 67  | -19 | Eliminado                          |

## Fase das Lendas
A Fase das Lendas, anteriormente conhecida como fase de grupos, usou o mesmo formato da Fase dos Desafiadores. Essa etapa ocorreu de 20 a 24 de fevereiro de 2019, ao vivo, no Centro Internacional de Congressos em Katowice. A tabela foi divulgada em 19 de fevereiro de 2019.
| Pos. | Equipe            | V | D | RV  | RD  | DR  | Qualificação                         |
| ---- | ----------------- | - | - | --- | --- | --- | ------------------------------------ |
| 1    | Astralis          | 3 | 0 | 81  | 36  | +45 | Qualificado para a Fase dos Campeões |
| 2    | Team Liquid       | 3 | 0 | 64  | 48  | +16 | Qualificado para a Fase dos Campeões |
| 3    | Natus Vincere     | 3 | 1 | 96  | 78  | +18 | Qualificado para a Fase dos Campeões |
| 4    | MIBR              | 3 | 1 | 67  | 57  | +10 | Qualificado para a Fase dos Campeões |
| 5    | Renegades         | 3 | 1 | 105 | 109 | -4  | Qualificado para a Fase dos Campeões |
| 6    | FaZe Clan         | 3 | 2 | 115 | 100 | +15 | Qualificado para a Fase dos Campeões |
| 7    | ENCE              | 3 | 2 | 129 | 118 | +11 | Qualificado para a Fase dos Campeões |
| 8    | Ninjas in Pyjamas | 3 | 2 | 105 | 97  | +8  | Qualificado para a Fase dos Campeões |
| 9    | Team Vitality     | 2 | 3 | 117 | 133 | -16 | Eliminado                            |
| 10   | Cloud9            | 2 | 3 | 85  | 87  | -2  | Eliminado                            |
| 11   | AVANGAR           | 2 | 3 | 80  | 106 | -26 | Eliminado                            |
| 12   | HellRaisers       | 1 | 3 | 45  | 76  | -31 | Eliminado                            |
| 13   | G2 Esports        | 1 | 3 | 62  | 80  | -18 | Eliminado                            |
| 14   | compLexity Gaming | 1 | 3 | 97  | 107 | -10 | Eliminado                            |
| 15   | BIG               | 0 | 3 | 64  | 69  | -5  | Eliminado                            |
| 16   | NRG Esports       | 0 | 3 | 62  | 73  | -11 | Eliminado                            |

## Fase dos Campeões
A Fase dos Campeões, também conhecida como Playoffs, foi um torneio de eliminação simples, melhor de três partidas, com as equipes jogando até que um vencedor fosse decidido. Esta fase ocorreu no Spodek entre 28 de fevereiro de 2019 e 3 de março de 2019. As chaves foram reveladas logo após a FaZe derrotar a Cloud9 no último mapa da fase de grupos. As equipes foram classificadas inicialmente com base em seu desempenho na Fase das Lendas e, em seguida, com base na dificuldade dos seus jogos, definida pelo sistema Elo.
|  | Quartas de final | Quartas de final  | Quartas de final | Quartas de final | Quartas de final | Quartas de final |   |               | Semifinais    | Semifinais | Semifinais | Semifinais | Semifinais | Semifinais |  |  | Final | Final | Final | Final | Final | Final |
|  |                  |                   |                  |                  |                  |                  |   |               |               |            |            |            |            |            |  |  |       |       |       |       |       |       |
|  | 3                | Natus Vincere     | 16               | 16               | –                | 2                |   |               |               |            |            |            |            |            |  |  |       |       |       |       |       |       |
|  | 6                | FaZe Clan         | 13               | 7                | –                | 0                |   |               |               |            |            |            |            |            |  |  |       |       |       |       |       |       |
|  | 6                | FaZe Clan         | 13               | 7                | –                | 0                |   | Natus Vincere | Natus Vincere | 14         | 16         | 14         | 1          |            |  |  |       |       |       |       |       |       |
|  |                  |                   |                  |                  |                  |                  |   | Natus Vincere | Natus Vincere | 14         | 16         | 14         | 1          |            |  |  |       |       |       |       |       |       |
|  |                  | ENCE              | ENCE             | 16               | 3                | 16               | 2 |               |               |            |            |            |            |            |  |  |       |       |       |       |       |       |
|  | 2                | ENCE              | ENCE             | 16               | 3                | 16               | 2 | Team Liquid   | 11            | 16         | –          | 0          |            |            |  |  |       |       |       |       |       |       |
|  | 2                |                   |                  |                  |                  |                  |   | Team Liquid   | 11            | 16         | –          | 0          |            |            |  |  |       |       |       |       |       |       |
|  | 7                | ENCE              | 16               | 19               | –                | 2                |   |               |               |            |            |            |            |            |  |  |       |       |       |       |       |       |
|  |                  |                   |                  |                  |                  |                  |   |               |               |            |            |            |            |            |  |  | ENCE  | ENCE  | 11    | 4     | –     | 0     |
|  |                  |                   | Astralis         | Astralis         | 16               | 16               | – | 2             |               |            |            |            |            |            |  |  |       |       |       |       |       |       |
|  | 4                | MIBR              | 16               | 16               | –                | 2                |   |               |               |            |            |            |            |            |  |  |       |       |       |       |       |       |
|  | 5                | Renegades         | 6                | 12               | –                | 0                |   |               |               |            |            |            |            |            |  |  |       |       |       |       |       |       |
|  | 5                | Renegades         | 6                | 12               | –                | 0                |   | MIBR          | MIBR          | 14         | 7          | –          | 0          |            |  |  |       |       |       |       |       |       |
|  |                  |                   |                  |                  |                  |                  |   | MIBR          | MIBR          | 14         | 7          | –          | 0          |            |  |  |       |       |       |       |       |       |
|  |                  | Astralis          | Astralis         | 16               | 16               | –                | 2 |               |               |            |            |            |            |            |  |  |       |       |       |       |       |       |
|  | 1                | Astralis          | Astralis         | 16               | 16               | –                | 2 | Astralis      | 16            | 16         | –          | 2          |            |            |  |  |       |       |       |       |       |       |
|  | 1                |                   |                  |                  |                  |                  |   | Astralis      | 16            | 16         | –          | 2          |            |            |  |  |       |       |       |       |       |       |
|  | 8                | Ninjas in Pyjamas | 2                | 14               | –                | 0                |   |               |               |            |            |            |            |            |  |  |       |       |       |       |       |       |

### Premiação
| IEM Katowice Major 2019       |
| tamanho=60px                  |
| ----------------------------- |
| Astralis Campeão (3.º título) |